# 曾厚仁
曾厚仁（1959年—），中華民國外交官，屏東縣內埔鄉客家人。曾任駐愛爾蘭代表、駐帛琉大使、總統府副秘書長、國家安全會議副秘書長、駐歐盟兼駐比利時代表、外交部政務次長，現任駐加拿大代表。

## 早期生活
曾厚仁1977年至1981年間就讀於國立臺灣大學外國語文學系，取得學士學位，並於1983年至1987年間攻讀國立政治大學東亞研究所碩士。1989年至美國升學，1991年取得普林斯頓大學公共事務碩士，1993年取得維吉尼亞大學國際關係博士。

## 職業生涯
曾厚仁曾擔任過陳水扁的英文翻譯，也曾隨蔡英文出訪中南美洲，早年派駐南非代表處任秘書，期間遇上兩國斷交。他也先後在外交體系中就任駐美代表處政治組長、中華民國外交部北美司長、駐帛琉大使、駐愛爾蘭代表等。
2016年，蔡英文當選中華民國第14任總統，他獲委任總統府副祕書長。2016年8月9日，曾厚仁從總統府副秘書長轉任國家安全會議副秘書長，前職由姚人多接任。2017年3月，總統府宣布人事調動，曾厚仁重回外交體系，接替董國猷執掌駐歐盟兼駐比利時代表處，並於2017年5月抵任履新。2020年接任外交部政務次長、2022年接任駐加拿大大使。

## 個人生活
曾已婚，夫人呂玉玲為新竹客家人。

## 外部連結
- 駐歐盟兼駐比利時代表處 （页面存档备份，存于）